# Eumetriochroa miyatai
Eumetriochroa miyatai là một loài bướm đêm thuộc họ Gracillariidae. Nó được tìm thấy ở Nhật Bản (Hokkaidō, Honshū, Shikoku, Kyūshū).
Sải cánh dài 6.1–9 mm đối với dạng mùa xuân và 5.7-6.9 mm đối với dạng mùa hè.
Ấu trùng ăn các loài trong chi Ilex, bao gồm Ilex crenata và Ilex rotundata. Chúng ăn lá nơi chúng làm tổ.